# Кизилтальський сільський округ (Нуринський район)
Кизилта́льський сільський округ (каз. Қызылтал ауылдық округі, рос. Кызылталский сельский округ) — адміністративна одиниця у складі Нуринського району Карагандинської області Казахстану. Адміністративний центр — село Кертінді.
Населення — 1036 осіб (2021; 1486 у 2009, 2168 у 1999, 2614 у 1989).
Станом на 1989 рік існувала Кизилтальська сільська рада (села Казгородок, Пушкіно).

## Склад
До складу округу входять такі населені пункти:
| Населений пункт | Населення, осіб (1989) | Населення, осіб (1999) | Населення, осіб (2009) | Населення, осіб (2021) |
| --------------- | ---------------------- | ---------------------- | ---------------------- | ---------------------- |
| Алгабас, село   | 726                    | 633                    | 466                    | 295                    |
| Кертінді, село  | 1888                   | 1535                   | 1020                   | 741                    |